# Eucharis globosa
Eucharis globosa is een vliesvleugelig insect uit de familie Eucharitidae. De wetenschappelijke naam is voor het eerst geldig gepubliceerd in 1873 door Radoszkowsky.